# 沃克盧斯
沃克卢斯（英語：Vaucluse）是澳大利亚新南威爾士州悉尼东郊的一個市區，它位于悉尼中央商务区东北8公里。當地以住宅为主。在欧洲人定居之前，澳洲土著居住於此。